# Оружје глатке цеви
Глатке цеви примењиване су од средине 14. века до половине 19. века, како код артиљеријског оруђа тако и код ручног ватреног оружја. Почетком 20. века поново су се почеле израђивати за минобацаче који су се тада појавили. Данас их осим минобацача имају ручни ракетни бацачи и неки противтенковски топови.

## Историја

### Ручно ватрено оружје
Сво ручно ватрено оружје од ручних топова (15. век) и аркебуза (16. век) до мускета кремењача (17-19. век) и капислара (1840-1865) било је глатке цеви. Иако мале прецизности и домета због слабог заптивања цеви округлим оловним зрном, ове мускете биле су знатно лакше за производњу и пуниле су се брже од раних изолучених пушака, које су се у малом броју користиле од краја 18. века.

### Артиљерија
Сва артиљеријска оруђа од бомбарди (14-15. век) до топова, кулеврина, фокона и каронада имала је глатке цеви, које су се пуниле округлим зрном или картечом. Прве изолучене топовске цеви произведене су у Француској тек 1842. године.

## Модерна примена
У 20. веку глатке цеви користе се код артиљеријских оруђа чији се пројектили стабилизују крилцима: минобацачи, ручни бацачи и неки противтенковски топови - на пример, совијетски Т-12 калибра 100 мм.